# لیتچفیلد (اوهایو)
لیتچفیلد (به انگلیسی: Litchfield) یک منطقهٔ مسکونی در ایالات متحده آمریکا است که در شهرستان مدینا، اوهایو واقع شده‌است.